# 劳雷尔·克拉克
劳雷尔·布莱尔·索尔顿·克拉克（英語：Laurel Blair Salton Clark，1961年3月10日—2003年2月1日）是一位美国宇航员，曾参加哥伦比亚号航天飞机的STS-107任务，返航途中因航天飞机失事殉职。在成为宇航员之前，克拉克效力于美国海军，是一位海军航空军医。她于1987年自威斯康星大学麦迪逊分校毕业获得医学士学位。就读期间，她受到美国海军资助，毕业后参加其训练，于1989年成为海军军医，后获得潜水军医和潜艇军医资格。她最初希望能在潜艇上服役，但受美国海军对女兵的限制而难以如愿，最终于1991年转为航空军医。1996年，克拉克入选美国宇航局第16组宇航员，受训成为航天飞机任务专家。
2003年1月16日，克拉克与其他六位宇航员一同踏上哥伦比亚号航天飞机参与STS-107任务。2月1日，航天飞机在返回途中解体，七名机组成员全部遇难。之后克拉克获海军追授上校军衔，美国政府和民间也举行了哀悼和纪念活动。美国总统乔治·W·布什为克拉克和其他六人授予国会太空荣誉勋章，研究人员以她的名字命名小行星、月球陨石坑和火星山峰。克拉克的家乡和工作过的医院、研究所都以她的名字命名建筑物以示纪念。

## 早年生活
劳雷尔·克拉克于1961年3月10日在美国艾奥瓦州艾姆斯出生，是家中的长女，有两个弟弟和一个妹妹。她的家族中有苏格兰血统。克拉克幼年时随父母先后搬到纽约州和新墨西哥州阿布奎基居住。她的父亲罗伯特·索尔顿（Robert Salton）和母亲玛乔里（Margory）在她十几岁时离婚。1975年母亲再婚后，她和三个弟妹随母亲搬到威斯康星州拉辛，与继父理查德·布朗（Richard Brown）和五个继兄弟姐妹一起居住。克拉克之后一直视这里为自己的家乡。
1979年，克拉克从拉辛的公立威廉·霍利克高中（William Horlick High School）毕业，进入威斯康星大学麦迪逊分校学习。她自称为“成绩全优的无聊学生”，一直对“环境、生态系统和动物”有浓厚兴趣。1983年，克拉克获得动物学专业理学士学位，四年后又在这里获得医学士学位。

## 军医生涯

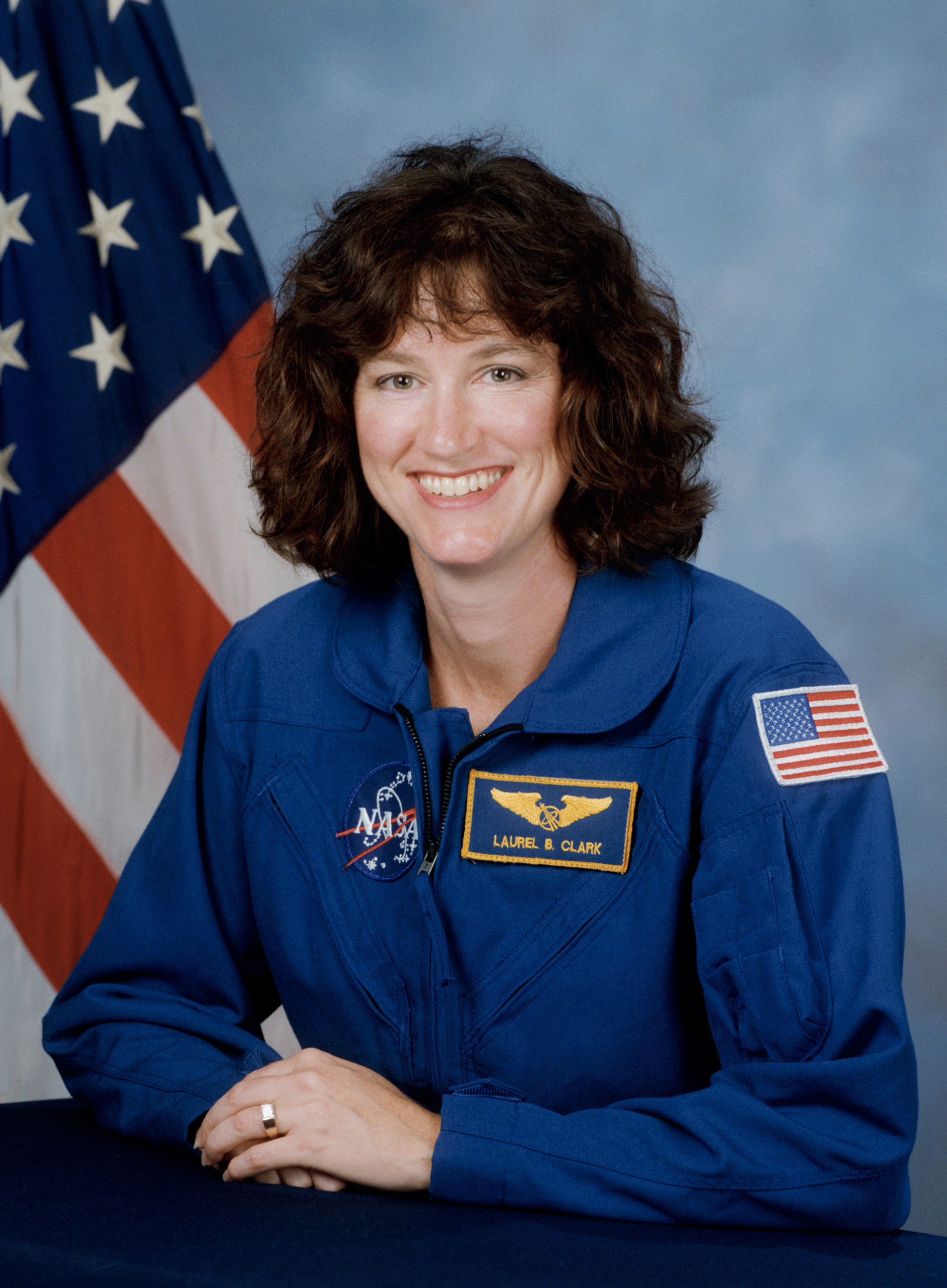
克拉克的太空總署官方照，攝於1996年8月

在攻读医学士期间，克拉克难以承担高额学费，于是参加了海军預備軍官訓練團，获得海军的经济资助。1987年3月，尚未毕业的克拉克参加了海军实验潜水队潜水医学部的服役训练。同年毕业后，她进入马里兰州贝塞斯达海军医院儿科实习一年。1988年实习结束后，克拉克在佛罗里达州巴拿马城海军潜水救捞训练中心接受潜水训练，还在康涅狄格州格羅頓海军水下醫學研究所受训。最终她于1989年获得军医官资格，赴苏格兰聖潔海灣的潜艇中队任医疗部门主管，负责水下医疗和辐射卫生。在此期间，她与海军潜水员和海豹部隊一同潜水，还多次对潜艇实施紧急医疗撤离。两年后，克拉克成为海军潜艇军医官和潜水军医官。
当时美国海军不允许女兵在潜艇上服役，克拉克对这一禁令非常不满。她找到两名指挥官，希望登上潜艇参加24小时训练任务，但对方称潜艇上“没有你睡觉的地方”，拒绝了她的请求。克拉克提出自己可以在医疗室病床上睡觉，才得以参与任务。她以此方法参加了两三次航行之后仍被迫离开，从此决心转为航空军医。1991年，她在佛罗里达州彭萨科拉海军航空航天医学研究所接受了六个月的训练，学习航空医学和直升机驾驶，最终成为海军航空军医。
克拉克完成训练后，被派遣至海军陆战队AV-8獵鷹II式攻擊機中队（第211攻击机中队）任航空军医，期间曾多次调动，还曾到西太平洋地区在简陋环境下执行任务。她所属的中队一度因成功完成调动而获得海军陆战队年度攻击中队的奖项。之后克拉克调至海军陆战队第13航空兵大队任大队航空军医，最后又调动至驻彭萨科拉的海军飞行官高级训练中队（第86训练中队） 。克拉克在服役期间获得全国医学考核委员会的资格认证，持威斯康星州医师执业证书，同时还是基础生命支持训练师（Basic Life Support Instructor）、高级心脏生命支持急救员（Advanced Cardiac Life Support Provider）、高级创伤生命支持急救员（Advanced Trauma Life Support Provider）和高压氧舱治疗顾问（Hyperbaric Chamber Advisor）。她是航空航天医疗协会及其下属美国海军航空军医协会（Society of U.S. Naval Flight Surgeons）的成员。

## 航天经历
1996年，克拉克向美国宇航局提交了申请，4月入选成为其第十六组宇航员之一。此时她已经获得海军少校军衔，入选时还有孕在身。她和同组的其他34人于同年8月12日抵达德克薩斯州休斯敦林顿·约翰逊太空中心开始接受训练。在受训两年后，克拉克成为航天飞机任务专家（Mission Specialist），获得飞行资格。1997年7月至2000年8月间，她进入美国宇航局宇航员办公室，从事航天器有效载荷和宜居性方面的工作。2000年9月，克拉克获选参与STS-107任务。这是她的首次航天任务。

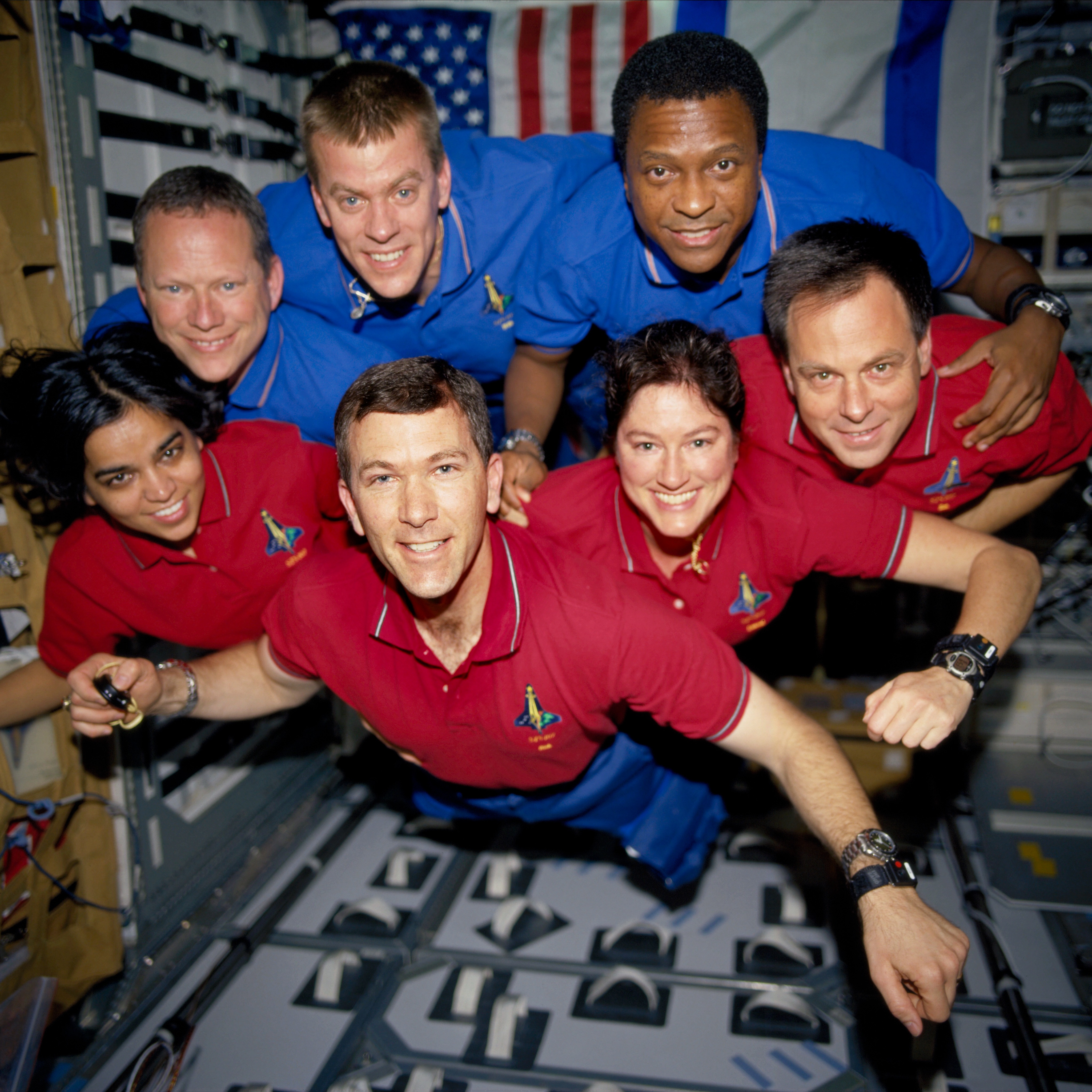
STS-107任务机组人员在航天飞机中的合影，七位宇航员分为红蓝两队，每队12小时轮班工作。前排红队左起依次为：乔拉、赫斯本德、克拉克和拉蒙；后排蓝队左起依次为：布朗、麦库尔和安德森。此照片是由在航天飞机残骸中找到的胶卷复原而成

哥伦比亚号航天飞机STS-107任务原计划于2001年发射，但在多次推迟后改至2003年。北美东部时间2003年1月16日上午10:39，克拉克乘坐的哥伦比亚号自美国肯尼迪航天中心发射升空，与她一起执行任务的还有里克·赫斯本德、威廉·麦库尔、迈克尔·安德森、卡尔帕娜·乔拉、大卫·布朗和伊兰·拉蒙六位宇航员。她在出发前接受采访时曾感慨自己“无比幸运”才有机会在太空中工作，得以“从高空中俯瞰我们的星球”。

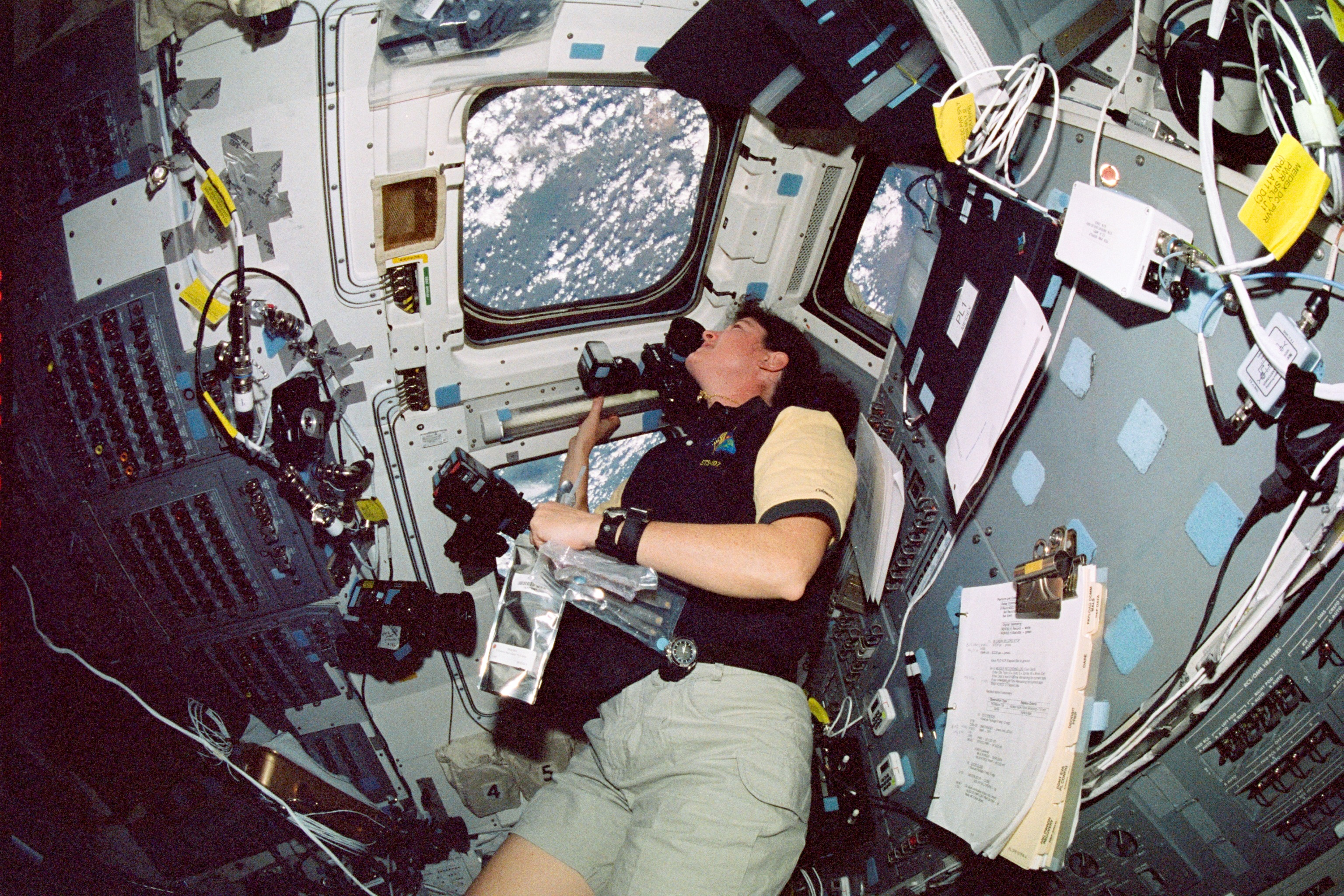
克拉克在航天飞机中望向窗外的太空。此照片是由在航天飞机残骸中找到的胶卷复原而成

此次任务搭载了80多项实验。克拉克在任务前提到自己出身医疗行业，对任务中的生命科学实验充满期待。她的军医从业经历在实验中发挥了重要作用。她参与测试了欧洲空间局设计的高级呼吸监测系统，还参加多项生理生化实验，研究人体呼吸系统在失重条件下的反应，以及骨细胞和癌细胞在微重力条件下的生长变化。克拉克业余时对园艺的爱好也在任务中很有帮助。她在太空中饲养蚕蛾、种植玫瑰、培养细菌和酵母菌，观察失重环境对这些生物的影响。
克拉克在任务之前就计划拍摄大量太空照片，在发给家人的邮件中，她也提到自己为太空的美景所震撼，拍到了一些很好的作品。她还通过录像机记录下了哥伦比亚号机组成员在航天飞机失事前最后数分钟的瞬间。录像中宇航员都面带微笑、轻松愉快，正在为返航着陆做最后准备。录像时长至少13分钟，之后的部分在事故中损毁无法恢复。这段录像也成为他们留给世界的最后一段画面。

## 事故遇难
北美东部时间2003年2月1日，哥伦比亚号航天飞机完成任务，于8:15开始返航。哥伦比亚号于8:44再入大气层，按计划将于上午9:16着陆。进入大气层后，航天飞机逐渐出现一系列压力和温度异常，8:59左右在德克萨斯州上空约200,700英尺（61,200）时与地面控制中心失去联系。上午9时，有地面目击者称看到返回的航天飞机分解成多个小亮点，伴有巨大的声响。地面控制团队最终于12分钟后得知哥伦比亚号航天飞机已在空中解体，于是启动应急预案，展开搜救工作。此次任务总时长15天22小时20分钟。当天下午，美国宇航局证实，七名机组人员在此次事故中全部遇难。美国总统乔治·沃克·布什随后发表讲话告知国民哥伦比亚号事故中“没有幸存者”。
次日，七位宇航员的遗体都已尋獲，身份确认和相关调查工作也已经展开。美国宇航局在日后发布的一份调查报告中显示，七位机组成员在航天飞机失控解体的几秒内失去意识，数十秒内已经全部死亡，死因是缺氧、暴露于高海拔环境以及航天飞机失控造成的钝器创伤。而事故发生原因是航天飞机发射时外储燃料箱表面脱落的绝热材料碎片击中左翼，损坏了热防护系统。返航途中航天飞机摩擦大气层产生的大量热量因此烧穿了其外壳导致最终解体。

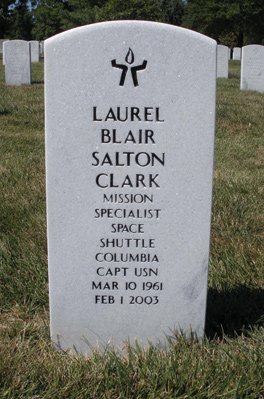
克拉克在阿灵顿国家公墓的墓碑

事故发生后，美国总统发表声明，对七位宇航员表示哀悼。美国白宫、国会大厦、肯尼迪航天中心以及其他联邦公共建筑都下半旗志哀。美国民众也在全国各地的航天博物馆、佛罗里达州肯尼迪航天中心和德克萨斯州林顿·约翰逊太空中心为殉职宇航员献上鲜花和国旗。美国政府于2月4日在休斯敦为七位宇航员举行追悼会，总统布什和宇航局局长肖恩·奧基夫等人到场出席。
3月10日，克拉克的葬礼在她42岁冥诞当日于阿灵顿国家公墓举行，葬礼以军队最高规格举办。她的遗体埋葬在挑战者号航天飞机灾难遇难机组成员的墓地旁。她在逝世后被追授为海军上校军衔。

## 个人生活
克拉克是神体一位论支持者，信奉普救一位神教，与这一教派在威斯康星州拉辛的教会关系密切。她在阿灵顿国家公墓的墓碑上也刻着普救一位神教的标志。
克拉克平时在生活中喜爱园艺、潜水、跳伞、远足露营和旅行等活动。她还是业余无线电爱好者，1997年获得联邦通信委员会颁发的业余无线电执照，电台呼号为。
1989年，劳雷尔在佛罗里达州结识了一同接受潜水训练的乔纳森·克拉克（Jonathan Clark）。乔纳森·克拉克同为海军军医，在训练结束后与劳雷尔相恋，之后因任务不同而分隔两地。劳雷尔赴苏格兰期间，乔纳森正在海湾战争中服役。两人于1991年在劳雷尔家乡的普救一位神教会成婚，后定居在佛罗里达州，于1996年10月产下一子伊恩（Iain）。航天飞机失事时，父子二人与其他宇航员的亲人一起，在肯尼迪航天中心等待降落。事故后，工作人员带他们离开，并向他们告知了噩耗。伊恩与母亲感情深厚，年仅8岁的他在事故后向父亲说“希望能造一台时光机”。
乔纳森在婚后进入美国宇航局成为航空军医，曾任宇航局林顿·约翰逊太空中心医疗部门主管，也曾参与航天飞机机组成员的医疗工作。他在妻子逝世后希望能脱离与公众的联系，却没能成功。他坦承自己之后一度开始酗酒，但为了年幼的儿子重拾生活。乔纳森最终回归航天事业，致力于太空航行安全的研究，于2004年加入美国宇航局的航天飞机机组救生联合调查组（Spacecraft Crew Survival Integrated Investigation Team），研究包括哥伦比亚号灾难在内的各种航天飞机事故，以提高未来航天器的安全性。乔纳森·克拉克还加入了促进太空安全国际协会（International Association for the Advancement of Space Safety），并参与了航天飞机高级逃生服的研发工作。

## 荣誉和纪念

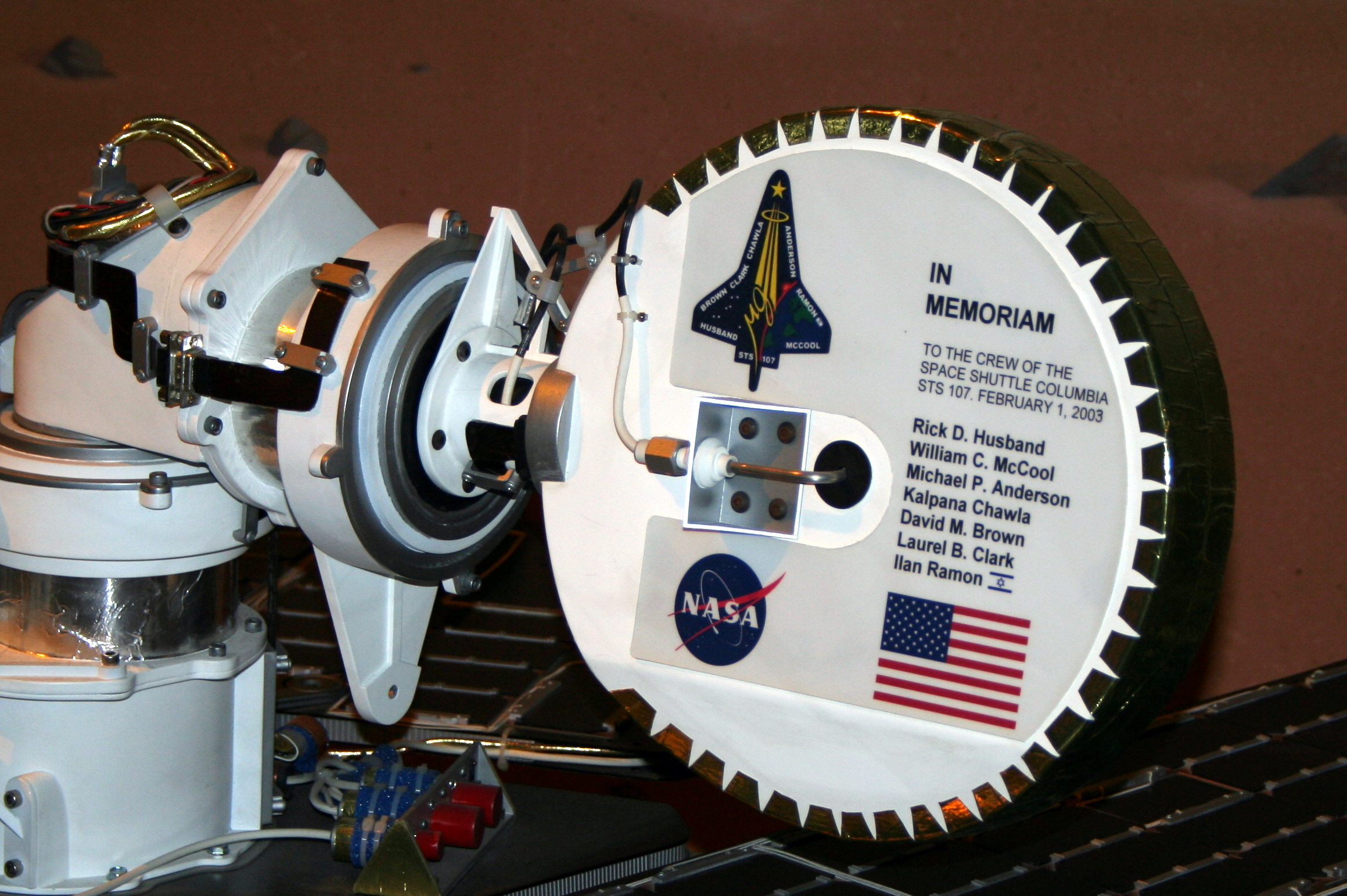
勇气号火星探测器天线背面写有七名遇难宇航员的姓名

克拉克拥有海军颁发的多个徽章，包括海军宇航员徽章、海军航空军医徽章、潜艇军医徽章和潜水军医徽章。她在生前曾三度获得海军嘉奖奖章，还获得过國防部服役獎章和海外服役勳表。航天飞机失事后，克拉克被追授予國防部傑出服役勳章、宇航局太空飛行獎章和宇航局傑出服役勳章。2004年2月3日，时任美国总统布什为包括克拉克在内的七位遇难宇航员追授國會太空榮譽勳章。美国肯尼迪航天中心和加利福尼亚州唐尼等地设立了哥伦比亚号纪念馆，政府在阿灵顿国家公墓树立了哥伦比亚号航天飞机纪念碑，背后刻有七位遇难宇航员的姓名。肯尼迪航天中心在太空镜纪念碑上刻下了七人的名字。2003年6月发射的勇气号火星探测器天线背面也写上了七人的姓名。美国宇航局将勇气号着陆点附近的一座火星丘陵群命名为哥伦比亚丘陵，其中一座山峰命名为克拉克山。此外还有小行星51827和月球阿波罗环形山中的劳·克拉克陨石坑也是以她的名字命名。
2003年，航空航天医疗协会为克拉克追授荣誉会员头衔。该协会还成立了“劳雷尔·克拉克机组救生研究基金会”（Laurel Clark Crew Survival Foundation）。克拉克生前实习和训练时就读的医院、研究所也以她的名字命名建筑，以示纪念。2003年7月，贝塞斯达海军医院将一座礼堂命名为“劳雷尔·克拉克纪念堂”，克拉克的丈夫乔纳森出席了命名仪式。2004年8月，海军航空航天医学研究所建立了“劳雷尔·B·克拉克与大卫·M·布朗航空航天医学学术中心”，以纪念克拉克和同为海军航空军医出身的哥伦比亚号遇难宇航员大卫·布朗。克拉克的家乡拉辛则命名了一座“劳雷尔·克拉克纪念喷泉”，装饰有克拉克生前最喜爱的星座猎户座图案，以及她的生平简介。
克拉克生前喜爱苏格兰乐队，还将他们的专辑带到航天飞机上播放。克拉克的丈夫和儿子在事故后将航天飞机残骸中找回的CD送给这支乐队。乐队于2016年推出专辑，在其中一曲结尾加入了克拉克在太空与地面通话的声音表示纪念。